# デニス・ロンメダール
デニス・ロンメダール（Dennis Rommedahl,1978年7月22日 - ）は、デンマーク・コペンハーゲン出身の元同国代表サッカー選手。現役時代のポジションはFW。

## クラブ経歴
コペンハーゲンのビスペビャー地区に生まれ、B.93やリンビーFCなどのユースチームに所属した。1995年、デンマーク・スーペルリーガに属するリンビーFCでプロデビューした。1997年、エールディヴィジのPSVアイントホーフェンに移籍し、3月22日のSCヘーレンフェーン戦でデビューした。1997-98シーズンはRKCヴァールヴァイクにレンタル移籍し、1998-99シーズンは高速ドリブルで相手DFを振り切っての正確なクロスでチームに貢献した。PSVアイントホーフェンでは4回のリーグ優勝、4回の国内カップ優勝を果たした。
2004年夏、トッテナム・ホットスパーFCとの獲得競争に勝ったイングランドのチャールトン・アスレティックFCと4年契約を交わした。2004-05シーズンは怪我などのためにベンチに座る機会が多かったが、2005-06シーズンは成功を収めた。他クラブからの引き抜きの噂が多く、2006年夏にはFCゼニト・サンクトペテルブルクへ移籍しかけ、冬には100万ポンドの移籍金でFCコペンハーゲンが彼に接触し、2007年夏にはガラタサライSKとヘタフェCFが彼に興味を示した。
2007年7月20日、68万ポンドの移籍金でアヤックス・アムステルダムに移籍した。加入してまもなく、古巣PSVアイントホーフェンに勝利して自身5度目となるヨハン・クライフ・スハールのタイトルを獲得した。同年にはデンマーク最優秀選手賞の最終候補5人にノミネートされた。2008-09シーズン後半はNECナイメヘンにレンタル移籍した。
2010年7月14日、ギリシャのオリンピアコスFCに2年契約で完全移籍した。しかし、シーズン終了後にオリンピアコスを退団。2011年8月30日にブレンビーIFに入団し、14年ぶりに母国復帰を果たした。

## 代表経歴
1996年、U-19デンマーク代表に選出された。U-19デンマーク代表とU-21デンマーク代表では計19試合に出場して5得点を決めた。
2000年、デンマーク代表監督に就任したばかりのモアテン・オルセンからA代表初招集を受けた。初キャップから38試合連続で代表の試合に出場し、32試合目まではすべて先発出場だった。2002年には日韓ワールドカップの4試合に出場し、フランス戦で得点して世界チャンピオンに勝利した。2004年2月19日のトルコとの親善試合で連続出場記録は止まったが、UEFA EURO 2004の4試合にはすべて出場した。南アフリカワールドカップにも出場し、第2戦のカメルーン戦では決勝ゴールを挙げた。決勝トーナメント進出をかけた日本戦では長友佑都にマークされ活躍できず、デンマークも敗退した。ワールドカップ後最初の試合となったドイツとの親善試合で代表通算100試合出場を達成。この試合では自ら得点も挙げた。
2014年10月9日、代表引退を表明した。

## 特徴
陸上選手並みのスピードを持ち、高速ドリブルでサイドを突破して高精度なクロスを供給するウイング。

## 代表歴

### 出場大会
- デンマーク代表
  - 2002 FIFAワールドカップ
  - 2010 FIFAワールドカップ

### 試合数
- 国際Aマッチ 127試合 21得点（2000年-2013年）[4]

| デンマーク代表 | 国際Aマッチ | 国際Aマッチ |
| 年             | 出場        | 得点        |
| -------------- | ----------- | ----------- |
| 2000           | 5           | 3           |
| 2001           | 10          | 2           |
| 2002           | 13          | 2           |
| 2003           | 10          | 2           |
| 2004           | 11          | 0           |
| 2005           | 9           | 2           |
| 2006           | 4           | 2           |
| 2007           | 12          | 3           |
| 2008           | 9           | 0           |
| 2009           | 9           | 0           |
| 2010           | 12          | 2           |
| 2011           | 9           | 3           |
| 2012           | 8           | 0           |
| 2013           | 6           | 0           |
| 通算           | 127         | 21          |

## タイトル

### クラブ
PSVアイントホーフェン
- エールディヴィジ 1997, 2000, 2001, 2003
- ヨハン・クライフ・スハール 1998, 2000, 2001, 2003

アヤックス・アムステルダム
- KNVBカップ 2010
- ヨハン・クライフ・スハール 2007

オリンピアコスFC
- ギリシャ・スーパーリーグ 2010-2011

### 個人
- デンマーク年間最優秀選手 2007, 2010